# رئیس‌جمهور بنگلادش
{{Infobox official post|post=|body=جمهوری خلق بنگلادش|native_name=গণপ্রজাতন্ত্রী বাংলাদেশের রাষ্ট্রপতি|flag=Flag of the President of Bangladesh.svg|flagsize=160px|flagborder=yes|flagcaption=پرچم رئیس‌جمهور بنگلادش|insignia=Seal of the President of Bangladesh.svg|insigniasize=125px|insigniacaption=نشان رئیس‌جمهور بنگلادش|image=Mohammad Shahabuddin Chopra, then President of Bangladesh|imagesize=200px|incumbent=[[محمد شهاب‌الدین چوچو ۲۴ آوریل ۲۰۲۳|style=جناب رئیس‌جمهور|status=رئیس دولت|deputy=معاون رئیس‌جمهور بنگلادش (۱۹۷۱-۱۹۹۱)
رئیس مجلس جاتیا سانگساد (۱۹۹۱ تاکنون)|appointer=جاتیا سانگساد|residence=بنگابان|termlength=۵ سال، یکبار قابل تمدید|formation=۱۷ آوریل ۱۹۷۱|inaugural=شیخ مجیب‌الرحمن|salary=ماهانه ۱۲۰،۰۰۰ تاکا 

سالانه ۱۴،۴۰،۰۰۰ تاکا|website=www.bangabhaban.gov.bd|precursor=فرماندار پاکستان شرقی}}رئیس‌جمهور بنگلادش یا نام رسمی رئیس‌جمهور جمهوری خلق بنگلادش (به بنگالی: গণপ্রজাতন্ত্রী বাংলাদেশের রাষ্ট্রপতি) رئیس دولت بنگلادش و فرماندۀ کل نیروهای مسلح بنگلادش است.
از زمان استقلال بنگلادش در سال ۱۹۷۱، نقش رئیس‌جمهور دستخوش تغییراتی بوده‌است. به رؤسای جمهور قدرت اجرایی داده شده‌است. در سال ۱۹۹۱، با احیای یک دولت منتخب دموکراتیک، بنگلادش یک دموکراسی پارلمانی مبتنی بر سیستم وست مینستر را پذیرفت. رئیس‌جمهور در حال حاضر یک پست عمدتاً تشریفاتی است که توسط پارلمان انتخاب می‌شود.
در سال ۱۹۹۶، پارلمان بنگلادش، قوانین جدیدی را برای افزایش اختیارات اجرایی رئیس‌جمهور، همانطور که در قانون اساسی تصریح شده‌است، تصویب کرد. 
رئیس‌جمهور در بنگابان که دفتر و محل اقامت او است، اقامت دارد. رئیس‌جمهور توسط ۳۵۰ نمایندۀ پارلمان در یک رأی علنی انتخاب می‌شود؛ بنابراین به‌طور کلی نمایندۀ حزب اکثریت مجلس قانونگذاری است. او پس از پایان دورۀ پنج ساله خود تا انتخاب جانشینی برای ریاست‌جمهوری در سمت خود باقی می‌ماند.
محمد شهاب‌الدین چوپو رئیس‌جمهور کنونی بنگلادش است که از تاریخ ۲۴ آوریل ۲۰۲۳ در این سمت خدمت می‌کند.